# Strage di Gioia Tauro
La strage di Gioia Tauro è stato un attentato terroristico di matrice neofascista compiuto il 22 luglio 1970 nei pressi della Stazione di Gioia Tauro. In esso venne causato il deragliamento del direttissimo Treno del sole (Siracusa-Torino Porta Nuova). La sentenza della corte d'assise di Palmi n 3/96 del 27 febbraio 2001 individuò come responsabili tre esponenti di Avanguardia Nazionale: Vito Silverini, Vincenzo Caracciolo e Giuseppe Scarcella. Le cause non vennero mai accertate, ma nelle conclusioni della relazione del magistrato istruttore del tribunale di Palmi emerse come l'esplosione rappresenti la ipotesi più plausibile..

## Storia
Nell'estate del 1970, la parte meridionale della regione fu scossa dalla rivolta di Reggio Calabria, causata dalla decisione di Catanzaro come capoluogo di regione. Questo causò scioperi, proteste e agitazione civile a Reggio Calabria, culminando con l'occupazione della stazione ferroviaria, la costruzione di barricate e scontri con le forze dell'ordine. L'attentato a Gioia Tauro avvenne solo una settimana dopo questi eventi tumultuosi. In questo contesto di agitazione, furono registrati anche altri episodi di sabotaggio contro le infrastrutture ferroviarie, tra cui Catanzaro Lido. Complessivamente, si contarono 44 episodi di attentati dinamitardi tra il 20 luglio 1970 e il 21 ottobre 1972, di cui 24 coinvolsero tralicci, rotaie e stazioni ferroviarie.
Il treno, giunto dalla Sicilia intorno alle 14:35, era in viaggio da Villa San Giovanni a Gioia Tauro, ad una velocità di circa 100 km/h. Nelle vicinanze della stazione di Gioia Tauro, intorno le 17:10, il macchinista e l'assistente macchinista percepirono improvvisamente un violento sobbalzo della locomotiva, segnalando "sobbalzi e strappi" inaspettati al mezzo di trazione. In risposta a questa situazione, è stato attivato il freno rapido. Il treno iniziò a rallentare, ma durante il processo di decelerazione le forze meccaniche fecero deragliare il carrello della sesta carrozza dai binari. Successivamente, anche le altre carrozze deragliarono durante la frenata protrattasi per circa cinquecento metri, provocando la rottura di alcuni ganci di trazione, e a sua volta alla divisione del treno in tre sezioni
All'arrivo dei soccorsi composti dai vigili del fuoco di Palmi, Cittanova e Reggio Calabria, dagli uomini della Celere e dei Carabinieri di stanza nel capoluogo, il convoglio si presentava così:
- la locomotiva e le prime cinque carrozze erano ferme sul binario a soli 30 metri dalla stazione
- la sesta carrozza era deragliata solo con l'asse posteriore, rimanendo stabile
- la settima e l'ottava avevano sviato completamente, rimanendo però erette
- la nona si era staccata dal convoglio, venendo lanciata per circa cinquanta metri in cui aveva urtato alcuni pali di sostegno della catenaria svellendone uno, si era girata parzialmente ed era andata a cadere a cavallo del terzo e quarto binario, fortunatamente vuoti al momento
- la decima carrozza, un veicolo cuccette a classe mista, si era inclinata sul lato destro ribaltandosi sulla massicciata
- l'undicesima carrozza (di prima classe) era riuscita a rimanere stabile, deviando con un solo asse e rallentando il resto del convoglio
- dalla dodicesima alla diciassettesima il convoglio era uscito dai binari, a causa dello spostamento dell'ago dello scambio i cui tiranti erano stati distrutti dai primi veicoli incidentati
- la diciottesima carrozza e il bagagliaio si erano staccati dal troncone di convoglio, finendo fuori dalla sede dei binari.

Il treno stava trasportando circa duecento persone, incluso un gruppo di cinquanta pellegrini diretti a Lourdes. L'incidente causò sei decessi e oltre settanta feriti, di cui molti versavano in condizioni gravi. Tutte le vittime mortali si trovavano tra la nona e l'undicesima carrozza del treno.
Il sobbalzo era avvenuto nel breve tratto tra il cavalcavia delle Ferrovie Calabro Lucane e il gruppo di scambi all'ingresso in stazione, a settecentocinquanta metri dall'ingresso delle piattaforme di stazione. Il capotreno Francesco Nazza confermò che fino a quel momento la marcia stava procedendo regolarmente, fatto supportato anche dalla testimonianza di due dei tre uomini in servizio a bordo che avevano percorso tutto il convoglio. Subito dopo l'evento, il capostazione Teodoro Mazzù precisò di aver udito "un botto tremendo" e visto "una colonna di fumo (che) si è subito innalzata alta dal convoglio deragliato. Una scena apocalittica. Il caos più completo. I passeggeri si buttavano giù dalle vetture, cercavano spasmodicamente di afferrare i loro cari, avevano il viso annerito dal fumo e le carni straziate dalle lamiere".

## Le indagini

### Le indagini nel 1971-1973
Nonostante dalla ferrovia risultassero mancanti 1,8 metri di binario e nei mesi precedenti si fossero verificati attentati con dinamiche simili, inizialmente si parlò di un guasto meccanico o un errore umano. Il questore Santillo identificò le cause del deragliamento con "lo sbullonamento del carrello numero due del corpo della nona vettura". Ci furono anche congetture relative all'origine dell'attentato, ma in parte furono trascurate per ragioni di opportunità politica. In una dichiarazione immediatamente successiva all'evento, Santillo riferì al Corriere della Sera: "Per favore, evitiamo di gettare discredito sulla reputazione della Calabria!". Ciò nonostante, l'ipotesi dell'attentato venne avanzata e sostenuta dalla maggior parte della stampa nazionale: il giornalista Mario Righetti del Corriere della Sera, specialista in tecnica ferroviaria, sostenne questa tesi dopo soli tre giorni, presto supportato anche da altre testate. Sull'Avanti! si arrivò a citare il presunto rinvenimento di altro esplosivo, il 7 agosto. Le indagini preliminari svolte dai marescialli Guido De Claris e Giuseppe Ciliberti quali membri del commissariato di Pubblica Sicurezza della direzione compartimentale delle Ferrovie dello Stato di Reggio Calabria stabilirono in un rapporto del 28 agosto che il fatto era dovuto a questioni tecniche, e considerarono anche la possibilità di responsabilità colpose per il personale in servizio allo scalo cittadino.
Venne anche considerata l'ipotesi di un cedimento strutturale, del binario o dei veicoli. Il rapporto escluse totalmente l'uso di esplosivi. Le conclusioni furono che: "si deve ritenere che il disastro sia stato provocato a causa di natura tecnica da ricercarsi nel materiale rotabile o nel materiale di armamento". Queste stridevano con la testimonianza di Francesco Crea, dipendente delle FS addetto alla verifica dell'armamento ferroviario, secondo il quale i binari, più volte ispezionati quello stesso giorno solo poche ore prima non riportavano alcuna anomalia, disallineamento o manomissione.
L'allora sostituto procuratore della Repubblica di Palmi Paolo Scopelliti condusse un'inchiesta sulla vicenda. Il collegio di periti a cui venne richiesto un parere tecnico consegnò la relazione il 7 luglio 1971 che escluse che la causa dell'incidente potesse essere attribuita a errori umani o fattori tecnici.
Tra i periti vi erano persone di differente estrazione:
- tecnici delle Ferrovie dello Stato (ing. Armando Colombo[7], Ottorino Zerilli, ing. Giovanni Nocera, Ferdinando Millemaci)
- ufficiali dei Vigili del Fuoco (Renato Piccoli ed il comandante Eugenio Cannata)
- esperti provenienti dal mondo universitario (Fortunato Musico e Arturo Polese, dell'Università di Napoli)[8].

La tesi dell'esplosivo era confermata dal fatto che un tratto della rotaia lato monte, a circa venti metri di distanza dalla "travata metallica (del viadotto) al km 349-827" circa era stata divelta e presentava su un tratto di 1,8 metri un'asportazione parziale della soletta interna, indicativo di un atto doloso o di una esplosione. Nel rapporto emergevano le analogie con i tre attentati verificatisi sulla stessa linea il 22 e 27 settembre e il 10 ottobre del 1970: anche in quei casi, l'esplosivo aveva divelto circa due metri di binario. La commissione indicò come causa più probabile un fatto esterno all'esercizio ferroviario, molto probabilmente una carica esplosiva sulla massicciata. Un rapporto dei carabinieri, del 4 agosto 1971, riferì esito negativo nelle indagini, senza scendere in dettagli. La perizia della commissione venne ignorata nel secondo rapporto del commissariato del 9 settembre 1971 e sempre a firma De Claris - Ciliberti, che confermava le deduzioni del primo rapporto, e portava nuovi elementi legati a lavori in corso sulla linea quel giorno, conclusisi alle ore 16, poco più di un'ora prima del transito del treno. I dirigenti di movimento vennero accusati di aver rimosso erroneamente il vincolo dei 60 km/h di velocità massima senza aver terminato la liberazione dell'armamento dai residui dei lavori.
Tale ipotesi era stata avanzata anche da una lettera anonima, inviata al procuratore di Palmi già il 28 luglio 1970. A Francesco Crea, l'addetto all'armamento, venne imputato di aver effettuato un controllo inaccurato senza aver verificato lo stato dei binari col termometro da rotaie, facendo implicitamente ritenere che vi fosse stata una rottura del binario dovuta all'eccessiva dilatazione termica degli stessi. Questa ipotesi non era compatibile col fatto che decine di treni erano già transitati durante le ore più calde della giornata senza che fossero avvenute anomalie.
Quattro dipendenti delle Ferrovie vennero inquisiti per varie negligenze che avrebbero portato la locomotiva a urtare contro qualcosa lasciato sul binario. Vennero iscritti all'albo degli indagati il caposquadra Emilio Carrera, il sorvegliante Giuseppe Iannelli, il capostazione Emanuele Guido, ed infine Francesco Crea, tutti con le gravi accuse di disastro colposo e omicidio colposo plurimo. Nel secondo rapporto di nuovo si escluse l'ipotesi terroristica sulla base del fatto che i passeggeri non sentirono detonazioni e che la ferrovia non risultava ampiamente deformata, né era presente una buca sulla massicciata.
Questa conclusione venne poi smentita dalla Corte d'Assise di Palmi nella riapertura dell'inchiesta del 2001, che sostenne la non necessità di una carica di grande potenza per causare un effetto simile. Nell'ambito dell'inchiesta giudiziaria, la commissione inquirente chiese un supplemento di perizia per meglio chiarire la questione della rotaia divelta e con la suola deformata: il 26 giugno 1973 la perizia balistica venne quindi affidata a due esperti, il generale di brigata Antonino Mannino e il professore di medicina legale Giuseppe Ortese, dell'università di Messina.
La commissione giunse a stabilire che l'esplosione era compatibile con la scena dell'incidente nonostante l'assenza di tracce di esplosivi, affermando che queste erano "facilmente alterabili e soggette a dispersione se, come nel caso di Gioia Tauro, si verifica deragliamento di molti vagoni, con aratura della massicciata e sconvolgimento del materiale di armamento, ma che, a parte ciò, le tracce possono essere proiettate a notevole distanza dal fenomeno esplosivo ed essere pertanto di difficile o impossibile reperimento". Venne inoltre confermata la similitudine con le scene delle altre esplosioni su binari avvenute in quello stesso periodo.

### La prima istruttoria del 1974
Il 30 maggio 1974 il giudice istruttore scagionò i dipendenti delle Ferrovie dello Stato precedentemente accusati per errori nel servizio con la decisione di "non luogo a procedere" per "non aver commesso il fatto". L'inchiesta si chiuse lasciando l'attentato dinamitardo come semplice ipotesi, per quanto la più probabile. Ipotesi "destinata a restare nel limbo delle congetture", in quanto "non è agevole ritenere, alla luce dell'umana esperienza, che la detonazione prodotta dalla carica esplosa sul binario nel pomeriggio del 20 luglio 1970 trovavansi in prossimità della stazione ferroviaria di Gioia Tauro".
Questa sentenza suscitò scalpore all'epoca poiché di fatto ammetteva la possibile esecuzione di un attentato ma non stabiliva l'apertura di un fascicolo a carico di ignoti per capire chi ne fosse responsabile. L'anno precedente un volantino datato 17 maggio 1973 era stato recapitato alla procura di Salerno da parte del circolo anarchico "Bielli", in cui si denunciava un tentativo di occultamento delle responsabilità dei gruppi missini e fascisti nella strage, tentativo operato dalle stesse forze dell'ordine.
Nello stesso si sosteneva anche che l'incidente in cui persero la vita i cosiddetti "anarchici della Baracca" e la sparizione dei loro documenti fossero ricollegabili alla strage, sulla quale i cinque ragazzi avevano indagato. La Corte di Assise di Palmi nel 2001 stabilì che le indagini iniziali furono palesemente insufficienti, tanto che "all'origine non si percepì neppure la natura dolosa di quello che venne, infatti, considerato come un disastro colposo".

### La riapertura nel 1993
A partire dal 16 giugno 1993 due pentiti della 'Ndrangheta cominciarono a deporre le proprie testimonianze di fronte al Sostituto Procuratore della Direzione Nazionale Antimafia Vincenzo Macrì nell'ambito della maxi inchiesta Olimpia 1, volta a far emergere la rete di rapporti tra politica e criminalità organizzata in Calabria. Stando alle loro affermazioni, nel 1970 in Calabria si erano formate alleanze strategiche tra criminalità organizzata, eversione nera e altri esponenti di diversi movimenti estremisti. Uno dei due era Giacomo Ubaldo Lauro che sarebbe divenuto un testimone chiave nella vicenda dell'attentato di Gioia Tauro. Lauro dichiarò il 16 giugno 1993 di avere avuto rapporti con Vito Silverini, un fascista esaltato vicino ai vertici del Comitato d'Azione che in quel periodo stava infiammando i moti di Reggio, nonostante fosse analfabeta. Lauro aveva assunto Silverini (noto come "Ciccio il biondo") come operaio tra il 1969 e il 1970 e lo aveva reincontrato in carcere dopo essere stato arrestato per un furto alla Cassa di Risparmio di Reggio. Silverini non era nuovo all'esperienza carceraria, avendo già scontato alcuni mesi per violenze legate all'insurrezione cittadina. Nel carcere reggino Silverini e Lauro avevano condiviso la stessa cella. Silverini aveva confessato a Lauro di possedere una somma presso la Banca Nazionale del Lavoro pagatagli dal Comitato proprio per la bomba messa sulla tratta Bagnara - Gioia Tauro, che aveva causato il deragliamento del treno. Silverini aveva portato una carica di dinamite da miniera sul luogo insieme a Giovanni Moro e Vincenzo Caracciolo, nascondendola sull'Ape Piaggio di quest'ultimo, e l'aveva posizionata con un innesco a miccia a lenta combustione. Silverini si vantò con Lauro di essere sul posto sia al momento dell'esplosione ("mi disse che l'attentato era avvenuto in ore diurne e cioè nel pomeriggio, tra le 16 o le 18, e questo aveva consentito a lui e a Caracciolo di osservare senza difficoltà dall'alto la scena") che all'arrivo del questore Santillo, e di aver assistito alle prime fasi dell'inchiesta sul campo: inoltre affermò di aver provocato con quella bomba la distruzione di 70 metri di ferrovia, fatto questo non corrispondente al vero.
Lauro in seguito ripeté la sua deposizione a Milano, al giudice istruttore Guido Salvini che stava indagando sull'attività eversiva di Avanguardia Nazionale. Giacomo Ubaldo Lauro in un interrogatorio dell'11 novembre 1994 confessò di aver avuto parte nella vicenda, e di essere stato lui stesso a consegnare l'esplosivo a Silverini, Moro e Caracciolo. In cambio aveva ricevuto alcuni milioni di lire, provenienti dal Comitato d'azione per Reggio capoluogo.
La testimonianza di Lauro venne confermata il 30 novembre 1993 da un altro pentito, Carmine Dominici, esponente di punta di Avanguardia Nazionale a Reggio Calabria fra il 1967 ed il 1976. Dominici era anche stato uno degli uomini di fiducia del marchese Felice Genoese Zerbi, proprietario di numerose terre, ma soprattutto dirigente di Avanguardia Nazionale.
Malavitoso comune, oltreché attivista politico, Dominici era stato condannato a una lunga pena detentiva e aveva deciso di collaborare con la magistratura. Il 30 novembre 1993 confermò le parole di Giacomo Lauro. Anche Dominici, come Lauro, si era trovato nella cella numero 10 del carcere di Reggio Calabria, in compagnia di Vito Silverini. Dalle deposizioni, secondo l'accusa, appariva chiaro il quadro dei presunti mandanti. Tra questi vi erano:
- Avanguardia nazionale e il Comitato d'azione per Reggio capoluogo, ispiratori della strage.
- Giuseppe Scarcella, Renato Marino, Carmine Dominici, Vito Silverini, Vincenzo Caracciolo e Giovanni Moro, esecutori materiali, definiti "il braccio armato che metteva le bombe e faceva azioni di guerriglia" per conto del Comitato
- Ciccio Franco, consigliere comunale missino e sindacalista CISNAL dei ferrovieri, che era emerso come ispiratore della rivolta
- Renato Meduri consigliere comunale (poi senatore) e l'ex consigliere provinciale Angelo Calafiore, entrambi missini
- Fortunato Aloi, poi parlamentare missino
- Benito Sembianza e Felice Genoese Zerbi, dirigenti del Comitato.
- "il commendatore Mauro" "quello del caffè" (ovvero Demetrio Mauro[11] proprietario dell'omonimo stabilimento), e l'imprenditore Amedeo Matacena senior, "quello dei traghetti", finanziatori che "Davano i soldi per le azioni criminali, per la ricerca delle armi e dell'esplosivo".

L'istruttoria iniziata nel luglio 1995 si concluse con il proscioglimento di tutti i presunti finanziatori e i mandanti politici, non essendoci state prove sufficienti a sostenere la loro colpevolezza.

## Processi
Con la riapertura del processo in seguito alle deposizioni dei pentiti la Corte d'Assise di Palmi nel febbraio 2001 emise una sentenza di condanna per gli esecutori della strage, compiuta con esplosivo. Vito Silverini, Vincenzo Caracciolo e Giuseppe Scarcella, imputati riconosciuti colpevoli erano però tutti e tre già deceduti. Vennero aperte nuove inchieste sui presunti mandanti.
Lauro il 19 aprile del 1996 venne processato per aver fornito l'esplosivo nell'ambito della sua attività di uomo della 'ndrangheta, iniziata nel 1960 e conclusasi nel 1992 con l'arresto. Venne assolto dalla Corte d'Assise il 27 febbraio 2001, per "mancanza di dolo", sentenza confermata il 17 marzo 2003 dalla Corte di assise di appello di Reggio Calabria: per Lauro erano stati chiesti 24 anni di carcere.
All'atto della chiusura del processo per la strage, nel gennaio 2006, l'unica condanna emessa nei confronti di uno dei coinvolti ancora vivente fu quella di "concorso anomalo in omicidio plurimo" a carico di Lauro: il reato però era estinto per prescrizione. Il giudice Salvini, nella sua sentenza di condanna verso alcuni esponenti di Avanguardia Nazionale, sostenne la necessità di riaprire l'inchiesta sugli "Anarchici della Baracca" periti nell'incidente d'auto, forse provocato ad arte per eliminare testimoni scomodi tra cui Giovanni Aricò, uno di essi, che aveva confidato al cugino di essere in possesso di documentazione riguardante l'attentato.

## Dopo la fine dei procedimenti di giustizia
Con una direttiva del 22 aprile 2014, tutti i fascicoli relativi a questa strage non sono più coperti dal segreto di Stato e sono perciò liberamente consultabili.